# Hamarijärvi (sjö i Egentliga Finland)
Hamarijärvi är en sjö i Finland. Den ligger i Salo stad i landskapet Egentliga Finland, i den södra delen av landet, 110 km väster om huvudstaden Helsingfors. Hamarijärvi ligger 34,1 meter över havet. I omgivningarna runt Hamarijärvi växer i huvudsak barrskog. Arean är 1,4 kvadratkilometer och strandlinjen är 16,99 kilometer lång. Sjön  ingår i Skärgårdshavets kustområde, Åland. 